# Viktoras Uspaskich
Viktor Uspaskich (ou bien Viktoras Uspaskichas selon les règles grammaticales lituaniennes), né le 24 juillet 1959 à Urdoma, est un homme d'affaires et homme politique lituanien.

## Biographie

### Jeunesse
Né près d'Arkhangelsk en Russie soviétique, il arrive pour la première fois en 1985 dans la République socialiste soviétique de Lituanie et y travaille comme soudeur. Il part peu après pour la Finlande, revient en Lituanie en 1987, divorce de son épouse biélorusse pour épouser une Lituanienne, Jolanta Blažytė. Il apprend le lituanien et devient citoyen lituanien en 1991, lors de l'indépendance du pays.

### Homme d'affaires
En 1990, il crée sa société Efektas avec laquelle il fait fortune rapidement. Son empire comprend aujourd'hui en plus de l'importation du gaz russe de Gazprom, des usines de saucisses et de cornichons, ainsi que d'aliments pour le bétail.
Entre 1997 et 2003, il préside l’Association des employeurs lituaniens.

### Carrière politique
Il est choisi par le parti social-libéral Nouvelle Union comme candidat pour les élections législatives d'octobre 2000. Élu au Parlement, il préside la commission des affaires économiques.
En 2003, il crée le Parti du travail (DP) qui obtient la majorité relative aux élections législatives d'octobre 2004. Voyant les réserves émises tant par la classe politique nationale que ses voisins de l'Union européenne, il renonce au poste de Premier ministre au profit du sortant Algirdas Brazauskas du Parti social-démocrate de Lituanie (LSDP), en fonction depuis 2001. Il devient en revanche ministre de l’Économie. Il est également à la tête du plus important groupe parlementaire au Parlement jusqu'en 2008, ce qui en fait l'homme fort du gouvernement.
Il est élu député européen le 7 juin 2009 et réélu les 25 mai 2014 et 26 mai 2019. Il siège au sein du groupe Alliance des démocrates et des libéraux pour l'Europe (ADLE) puis Renew Europe depuis 2019.

## Controverses
Il tient des propos violemment homophobes dans une vidéo qu'il diffuse sur les réseaux sociaux en janvier 2021, ce qui lui vaut d’être exclu du groupe Renew Europe au Parlement européen le 20 janvier 2021,,.
En 2023, il est accusé d'avoir soutenu financièrement à hauteur de 200 000 Euros la plateforme sociale controversée 77.lt, qui partage de nombreuses théories du complot et propage régulièrement des fake news.
En 2024, d'après un rapport de l'ONG Transparency International, il est l'euro député ayant le plus haut revenu.

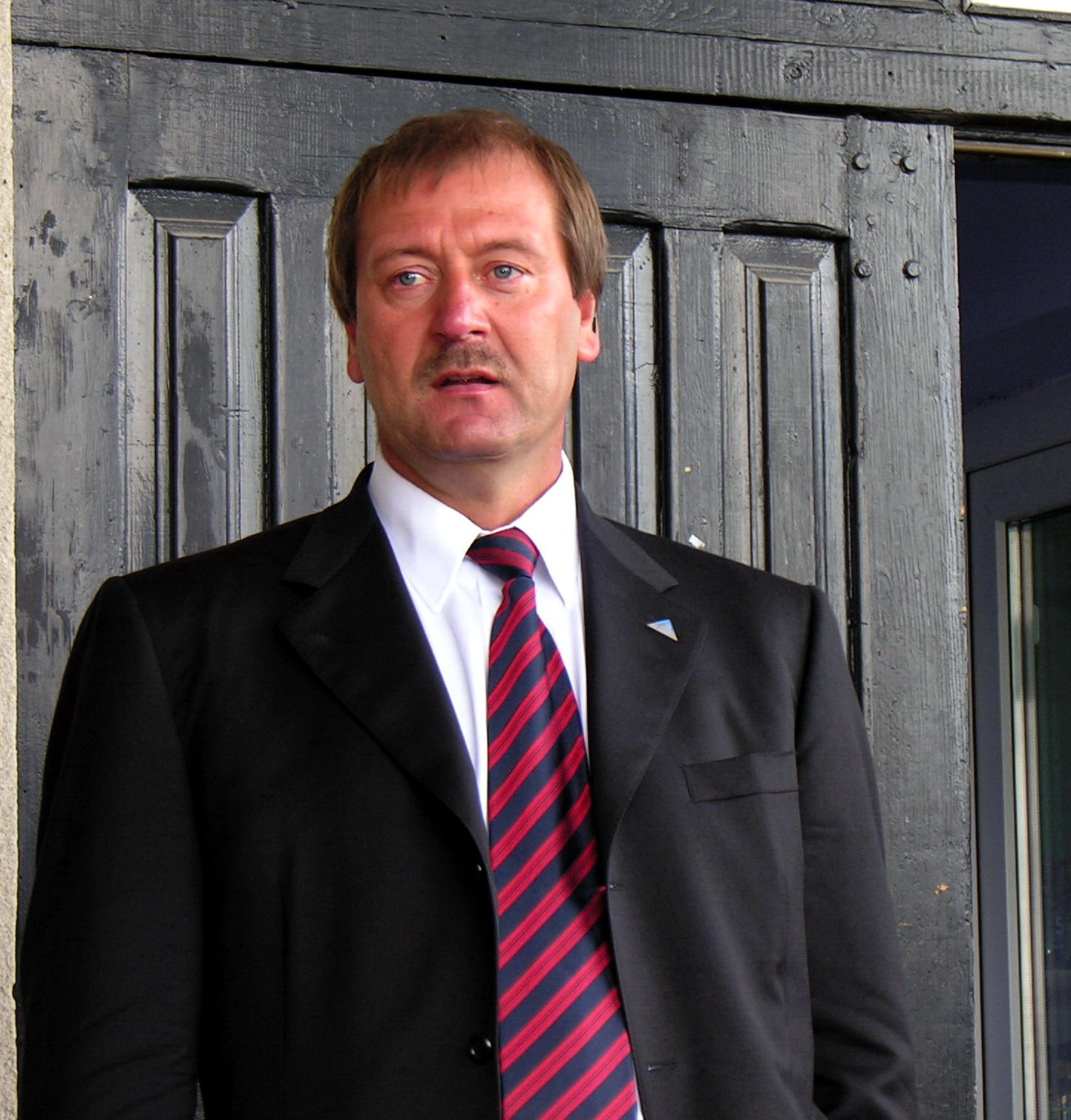
Viktoras Uspaskich en juillet 2008.